# Diseño sostenible
El diseño sostenible es la filosofía de diseño de objetos físicos de acuerdo con principios de sostenibilidad económica, social y ecológica. Abarca tanto el diseño de pequeños objetos de uso cotidiano, como el diseño de edificios y en las ciudades o superficie terrestre.

## Ejemplos de diseño sostenible

### Viviendas
Las viviendas ecológicas ahorran energía, agua y recursos limitando la contaminación tanto en el interior como en el exterior. De forma similar, las viviendas autosuficientes aprovechan recursos como el agua de lluvia, la energía solar o la eólica, para disminuir la dependencia de fuentes de energía no renovables, como combustibles fósiles y fuentes intermedias de energía. Muchas veces se construyen partiendo de materiales reciclados para reducir el consumo de energía en la construcción. La arquitectura de contenedores o Cargotectura (Disciplina basada en arquitectura, construcción y logística ca internacional. Dando como resultado un sistema emergente de construcción ecológico, sustentable y que da solución a los problemas que las construcciones convencionales simplemente no pueden ofrecer) ofrece interesantes aportaciones en el R3: Reciclar, Reusar, Reducir combinado con un diseño flexible y un coste bajo. 
Según la Agencia de Protección Ambiental de Estados Unidos (EPA), el diseño sostenible busca “reducir impactos negativos sobre el medio ambiente, mejorar la salud y el bienestar de las personas, y fomentar la eficiencia de los recursos”[1].

### Agricultura
Existe un importante debate -entre otros, entre el sector agrario y las autoridades- sobre si la utilización de pesticidas y métodos de conservación del suelo, protegen adecuadamente la composición de 
la tierra y de la  animal. Se está cuestionando si estos métodos podrían considerarse sostenibles y si las reformas agrarias posibilitarían el tránsito a una agricultura eficiente con menor utilización de pesticidas y una disminución del impacto a los ecosistemas.

### Infraestructuras
Los planes de ordenamiento urbanístico en núcleos urbanos y rurales deberían incluir la sostenibilidad como criterio central a la hora de planificar los trazados de las carreteras, calles, edificios y otros elementos de nuestros entornos humanos. Demasiadas veces no se toman en consideración las características naturales del terreno que pueden causar desastres ecológicos como inundaciones, desprendimientos, erosión del suelo, estancamientos de aguas o la contaminación. Emplear métodos de modelado científico puede servir para ensayar los proyectos mucho antes de su ejecución evitando posibles daños al entorno natural.

### Maquinaria doméstica
Los automóviles y electrodomésticos pueden diseñarse para ser reparados fácilmente o desmantelados para su reciclaje. También debería fabricarse con materiales reciclables como el acero, el aluminio o el cristal o renovables como la madera o los plásticos de fuentes renovables. Una cuidadosa selección tanto de estos productos como de los procesos de fabricación pueden conseguir precios finales similares a los de los productos no sostenibles. Incluso un pequeño esfuerzo en el diseño puede suponer aumentar considerablemente el grado de sostenibilidad de un producto.

### Productos desechables
Los detergentes, periódicos y otros productos desechables deberían diseñarse para su fácil descomposición en presencia del aire, agua y de los organismos del suelo. El reto actual es diseñarlos con aspecto atractivo y precios más bajos para que compitan con otros productos similares no sostenibles. Sin embargo, como a pesar de este esfuerzo, muchos de estos productos acaban en vertederos públicos, impidiéndose la acción del aire y del agua, la sostenibilidad de estos productos está en entredicho.

## Tecnologías sostenibles
Las tecnologías sostenibles son aquellas que usan menos energía, menos recursos limitados, no agotan los recursos naturales, no polucionan directa o indirectamente el ambiente y pueden ser reutilizados o reciclados al final de su vida útil. Las tecnologías deben referirse siempre a un contexto, teniendo muy pero muy presentes las necesidades de los países en desarrollo.